# Дариенко, Пётр Степанович
Пётр (Петря) Степанович Дариенко (16 апреля 1923, с. Долинское, Одесский уезд, Одесская губерния, УССР — 9 июля 1976, Москва, РСФСР) — советский поэт, драматург, публицист, автор сборников лирических стихов, пьес; партийный и государственный деятель, министр культуры Молдавской ССР (1963—1967). Заслуженный деятель искусств РСФСР (1970).

## Биография
Член ВКП(б) с 1943 года.
Участник Великой Отечественной войны.
Окончил Высшую партийную школу (1952).
Некоторое время — заведующий отделом литературы и искусства ЦК КП Молдавии, затем — ответственный редактор газеты «Молдова сочиалистэ» (1953—1962).
В 1963—1967 гг. — министр культуры Молдавской ССР, в 1968—1974 гг. — главный редактор, с 1974 г. — первый заместитель главного редактора газеты «Советская культура».
Избирался депутатом Верховного Совета Молдавской ССР 4-7-го созывов. На 5—7-м, 9—12-м съездах КП Молдавии избирался членом ЦК КПМ.

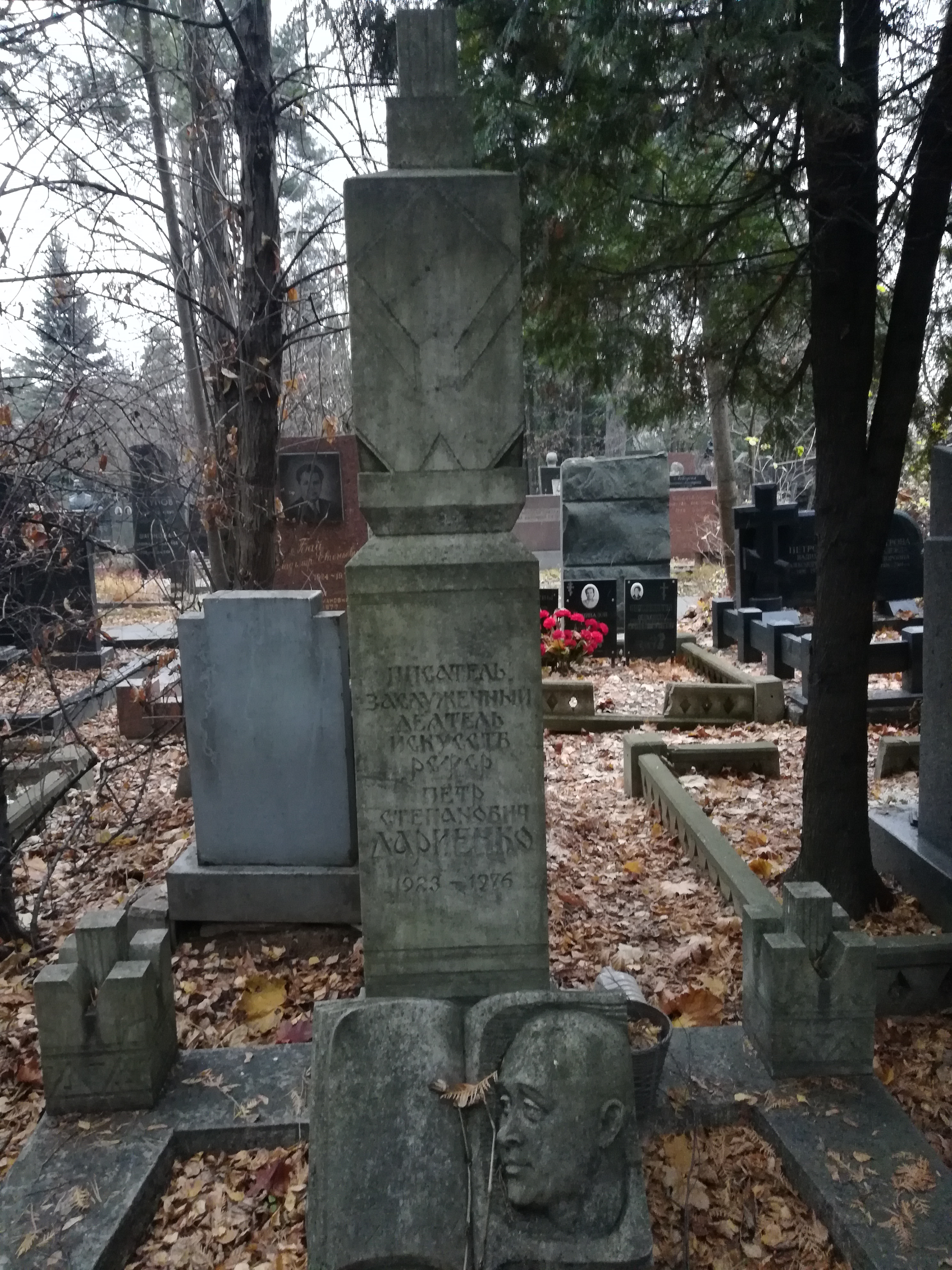
Могила Дариенко

Похоронен на Кунцевском кладбище.

## Литературное творчество
Писал под псевдонимом Петря Дариенко.
Сборники стихов:
- «Песни советской весны» (1948)
- «Светлые дороги» (1951)
- «Стихотворения» (1954)
- «Расскажи мне, Днестр!» (1955)
- «Избранные стихи» (1959)
- «Следы человека» (1964)
- «Часы раздумий» (1966)
- «Из года в год» (1973)
- «Судьба любви» (опубликован 1977)

Выступал и как драматург: пьесы «Когда зреет виноград» (1961), пьеса «Откройте окно» (1961, опубликована 1963), «Перед отпуском» (1973).

## Награды и звания
Награжден орденом Ленина (1962), тремя орденами Трудового Красного Знамени, двумя орденами «Знак Почёта».
Заслуженный деятель искусств РСФСР (1970).